# Calligonum margelanicum
Calligonum margelanicum là một loài thực vật có hoa trong họ Rau răm. Loài này được Drobow mô tả khoa học đầu tiên năm 1946.